# Xã Sheridan, Quận Jasper, Missouri
Xã Sheridan (tiếng Anh: Sheridan Township) là một xã thuộc quận Jasper, tiểu bang Missouri, Hoa Kỳ. Năm 2010, dân số của xã này là 412 người.